# Mens Pesten raser
Mens Pesten raser è un film muto del 1913 diretto da Holger-Madsen. Il film, il cui titolo si può tradurre letteralmente Mentre infuria la peste, fu il debutto sullo schermo di Rita Sacchetto, una nota danzatrice tedesca che ebbe anche una breve carriera di attrice interpretando una ventina di pellicole girate quasi tutte in Danimarca.

## Trama
Il dottor Warren è un chirurgo dell'esercito, di stanza in India. Nel perseguimento dei suoi doveri, trascura molto la sua bella moglie Alice. Ma il capitano Alstrop cerca di rimediare alla negligenza del marito. Il dottor Warren sospetta qualcosa, ma viene chiamato per arginare un attacco di peste, dove, eroicamente, lavora senza sosta. Alice manda a chiamare Alstrop, ma viene anche a sapere il motivo dell'assenza del marito, e comincia ad avere dei ripensamenti. Intanto Alstrop è a casa loro malato. Rientra il dottore e trova Alstrop, malato, prima viene sopraffatto dalla rabbia, ma poi decide di curarlo. Alstrop si riprende, vuole espiare il suo peccato e farà tutto ciò che il dottore vorrà. Warren gli chiede di andarsene per sempre, ponendo la stessa questione alla moglie, che decide di restare. Anche il dottore si rende conto di aver trascurato molto Alice e i due dono finalmente uniti più di prima.

## Produzione
Il film fu prodotto dalla Nordisk Films Kompagni.

## Distribuzione
Distribuito dalla Fotorama, venne presentato in prima in Danimarca il 1º settembre 1913. In Germania, il film prese il titolo Der Schwarze Tod e fu proiettato in prima alla Marmorhaus di Berlino il 18 settembre 1913.
L'anno seguente, importato da Great Northern Film Company, fu distribuito in una versione ridotta di tre rulli negli Stati Uniti nel maggio e nel giugno 1914 con il titolo In the Line of Duty o The Fallen Idol da Box Office Attractions Company e da East India Feature Film Company.